# 31 век пр.н.е.

## Събития
- Период Суббореал 3710 – 450 пр.н.е.
- Пред-Минойска цивилизация в Крит[1][2]
- ок. 3100 пр.н.е. в Месопотамия се основава Киш

## Личности
- Етана, митичен цар на Киш[3]
- Йоци, умрял най-късно между 3359 и 3105 пр.н.е.
- Скорпион II, управлявал ок. 3100 пр.н.е., Додинастичен период на Египет (0-династия на Египет)
- Ка, фараон, управлявал ок. 3100 пр.н.е.

## Изобретения, открития
- ок. 3100 пр.н.е. в Месопотамия пишат с цифри и по-късно в Египет (ок. 3000 пр.н.е.)